# SHOW-UP大宮劇場
SHOW-UP大宮劇場（ショーアップおおみやげきじょう）は、かつて埼玉県さいたま市大宮区宮町にあったストリップ劇場。客席数70席。2005年（平成27年）10月10日をもって閉館。

## 歴史
1970年（昭和45年）に大宮美人座として開業。その後大宮DX劇場を経て、SHOW-UP大宮劇場となった。
2004年（平成16年）末に経営者が変わると興行内容の幅が狭まり、場内の雰囲気も寂れたことで観客の足が遠のいたため、2005年（平成17年）8月20日を最後に興行が打ち切られた。閉館後、しばらくは2階の成人映画館「大宮オークラ劇場」（大蔵映画運営）のみ営業していたが、これも2008年（平成20年）2月17日をもって閉館した。SHOW-UP大宮劇場と大宮オークラ劇場が入っていた建物は取り壊され、跡地はコインパーキングとなっている。

## 公演
北関東では最もステージが広い劇場の一つであり、演出の内容も、通常のポラロイドダンスショーのみならず、ソロダンスショー、SMショー、レズショーなど多角的であった。

## 主な所属ストリッパー
所属ストリッパーは全員林企画所属だった。現在はライブシアター栗橋を拠点として活動している。
- 御幸奈々
- 美樹うらら
- 相葉まよ（引退）
- 宝生恋（引退）
- 星野しずく（引退）
- 卯月朱美（引退）
- 雪咲雅（引退）
- 広末順子（引退）
- 山本咲希（引退）